# Victor Dahlgren
Anders Victor Dahlgren, född 16 oktober 1828 i Stockholm, död 23 juni 1892 i Stockholm, var en svensk operasångare (tenor).

## Biografi
Dahlgren blev elev vid Kungliga teaterns balettskola 1846, blev figurant vid Kungliga teatern och elev vid sångscenen där 1852. Han debuterade 14 januari 1853 som Pelle Jonsson Krycka i Målaren och modellerna, och blandade redan från början komiska roller med allvarliga, 6 maj 1853 debuterade han som Daniel i Alphyddan. Sommaren 1854 engagerades han vid Kungliga teatern. Enligt egen utsago hann han under sin karriär uppträda mer än 4 000 gånger under sin karriär. Något verkligt stort namn blev han aldrig, han fick främst stå i reserv då någon av teaterns förstetenorer föll ifrån, Olle Strandberg, Oscar Arnoldson eller Arvid Ödmann. Så var fallet då Arnoldson skulle spela Max i Friskytten men Dahlgren var den som huvudsakligen gjorde framträdandena. Andra berömda roller var Ottavio i Don Juan, Tamino i Trollflöjten, Nemorino i Kärleksdrycken, Roger i Muraren, Belmonte i Enleveringen ur seraljen, Oberon, Lorenzo i Fra Diavolo, Erik i Den flygande holländaren, Lyonel i Martha och Florestan i Fidelio.
Sina största framgångar hade han dock med sina komiska roller, bland dessa märks förutom hans debutroll den som Aignelet i Advokaten Patelin, Donatan i Nürnbergerdockan, Per i Värmlänningarna.
Dahlgren blev premiäraktör vid Kungliga teatrarna 1873, gick i pension 1887 och gav därefter gästspel på Kungliga operan 1890–1891. Han mottog medaljen Litteris et Artibus 1883.
Dahlgren var son till slaktargesällen Petter Dahlgren.